# ロン・チェイニー・ジュニア
ロン・チェイニー・ジュニア（Lon Chaney Jr. 1906年2月10日 - 1973年7月12日）はアメリカ合衆国オクラホマ州出身の俳優。サイレント映画時代の俳優ロン・チェイニーの息子。1940年代に狼男、ミイラ男（カーリス）、フランケンシュタインの怪物、ドラキュラ伯爵の4大モンスターをすべて演じ、怪奇のトップスターとして活躍した。特に狼男役が有名。

## 経歴

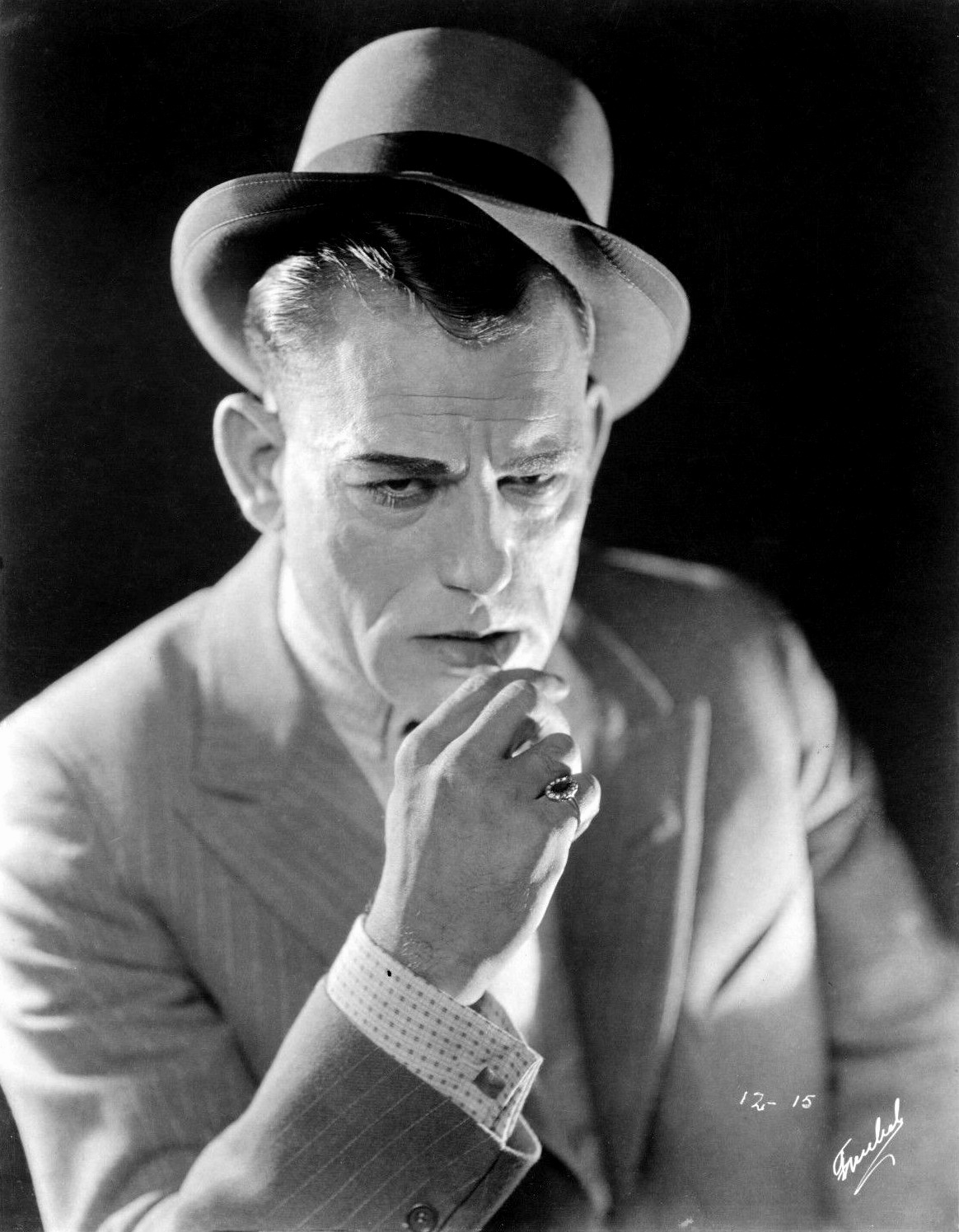
父ロン・チェイニー（1920年頃）

1906年、千の顔を持つ男と称された伝説的名優ロン・チェイニーの息子として生まれる。本人も俳優志望であったが、父の猛反対にあい、断念する。1930年に父チェイニーが死去した後に映画界入り、しばらくは主に脇役として過ごした。

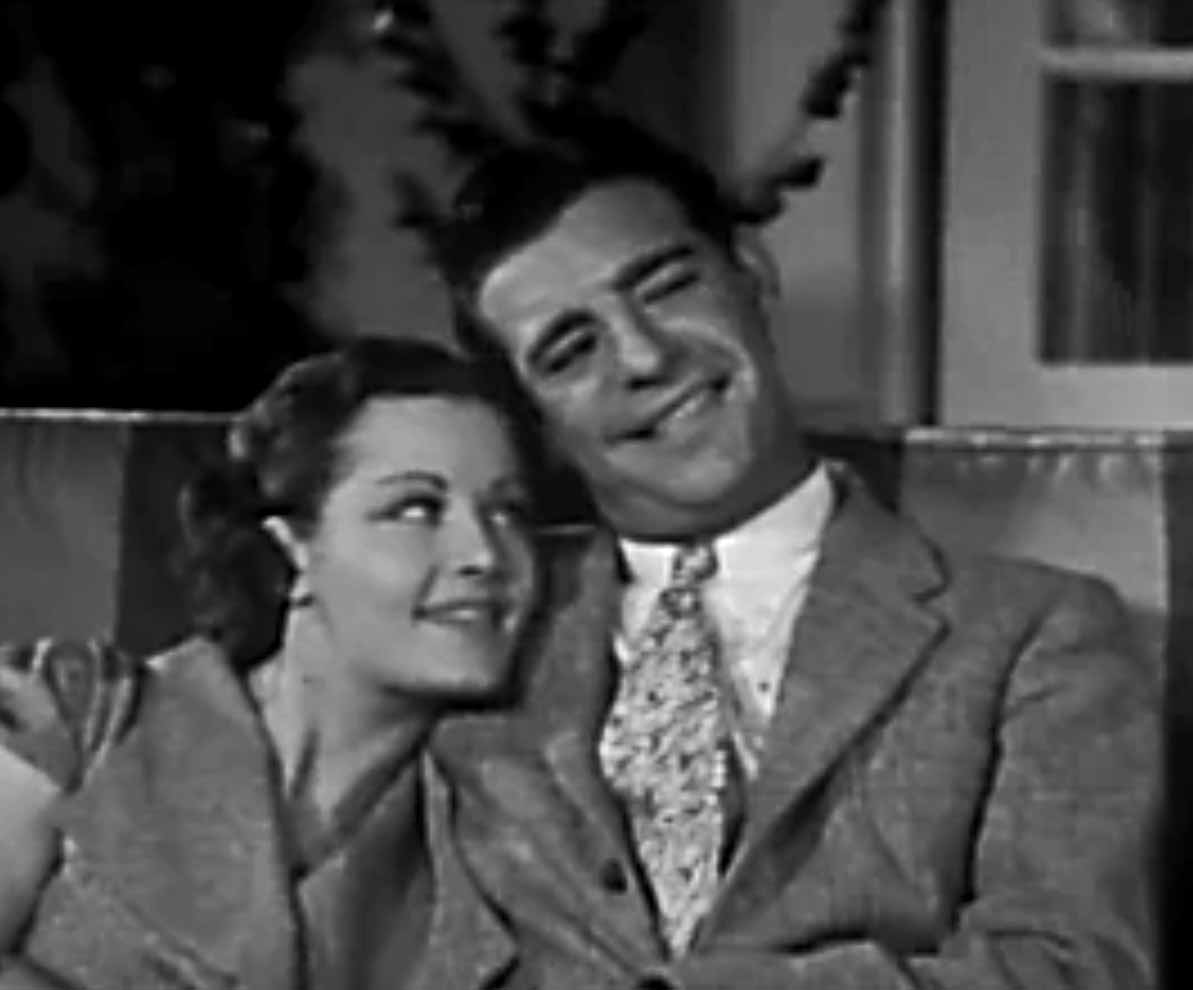
「
Girl o' My Dreams」（1934年）左:ジジ・パリッシュ、右:ジュニア

1939年に『廿日鼠と人間』で主役を射止め、頭の弱い大男レニー・スモールが当たり役となる。1941年に怪奇ホラーの名門ユニバーサル映画製作の『狼男』に狼男ローレンス・ダルボット役で主演した。タルボットは本来善良な人間だが、狼憑きに噛まれた為に満月の夜になると狼男に変身し殺人を犯してしまう。タルボットの苦悩と獣人の恐怖を演じて生涯の当たり役とした。映画もヒットし、当時既に老齢に達していた1930年代のスターであるボリス・カーロフ、ベラ・ルゴシに代わり、一躍ホラー映画のトップスターとなった。
続いて『フランケンシュタインの幽霊』（1942年）でフランケンシュタインの怪物、『ミイラの墓場』（1942年）ミイラ男カーリス、『夜の悪魔』（1943年）でドラキュラ伯爵と、4大モンスターを次々演じた。『フランケンシュタインと狼男』（1943年）以降は、一作に複数のモンスターが同時に登場するようになった為、フランケンシュタイン・モンスターとドラキュラは一度で降板し、狼男とミイラ男を演じ続けた。結果的に1940年代には狼男を5度、ミイラ男を3度演じ、この時代を代表する怪奇スターとして活躍した。しかし、1930年代初頭からの怪奇ブームも、1940年代末には終焉を迎え、チェイニー・ジュニアもまたスターの座から降りる事となった。その影響からか『凸凹フランケンシュタインの巻 』の撮影終了1ヶ月後、自殺未遂事件を起こした。
その後も晩年までホラーや西部劇等に出演した。1950年代末には戦後の怪奇映画ブームが起きるが、大きな活躍を残すことはなかった。

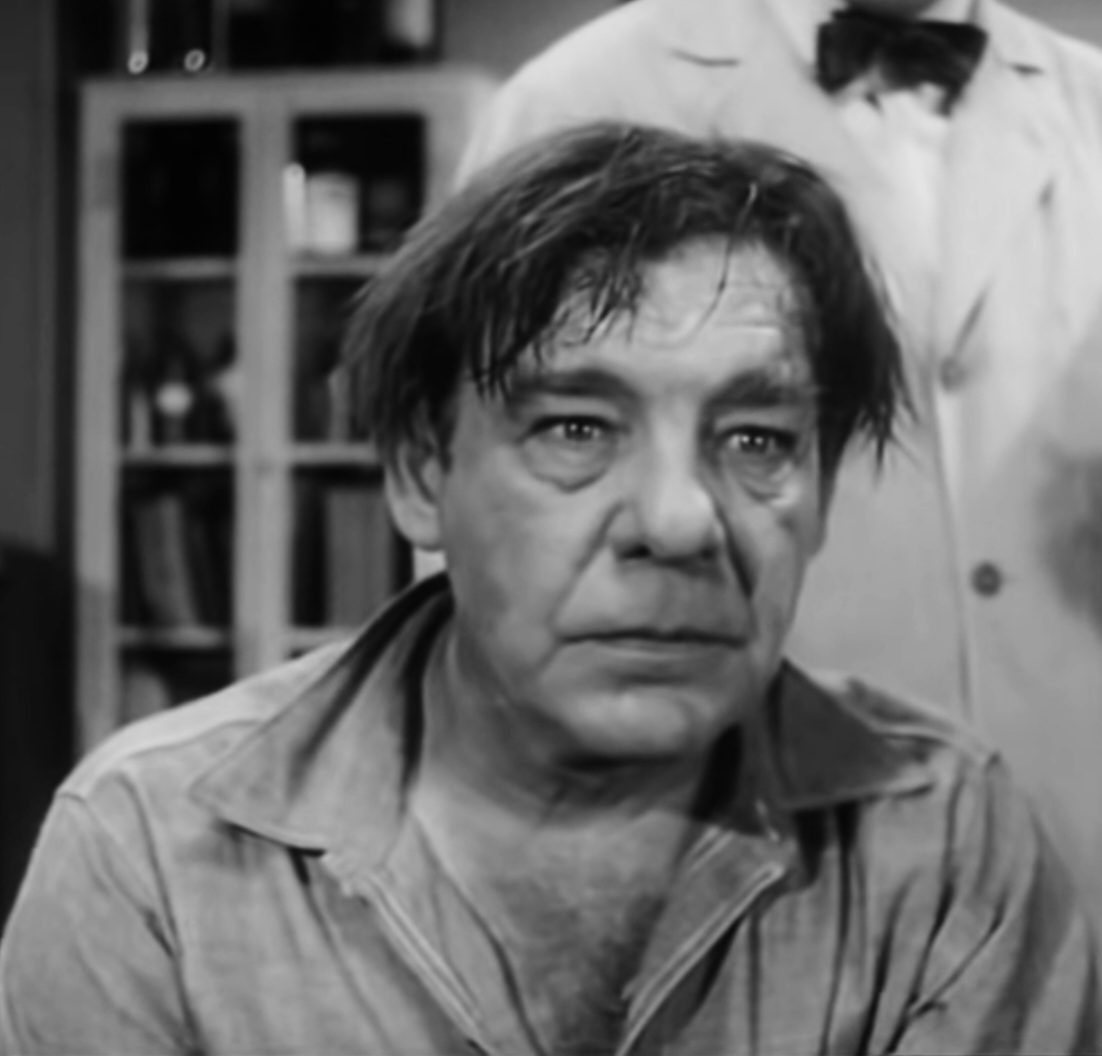
「不死身男の復讐」（1956年）

晩年はアルコール使用障害に苦しんだとされる。1973年に心不全で死去。遺体は献体された。
巨体を利しての怪物役は迫力があったが、父親や、カーロフ、ルゴシのような風格・技量は恵まれなかったとの評価が一般的である。尚、『狼男』以降の作品の多くには「ジュニア」は外し「ロン・チェイニー」として出演している。現在は父親と区別するため、一般に「ジュニア」をつけて表記されている。

## 備考
上述のように1940年代が怪奇スターとしての全盛期であるが、第二次世界大戦と重なったため、代表作の多くが日本では劇場公開されなかった。モノクロ作品の為、テレビ放映もビデオ発売も少なかったが、現在ではDVDのリリースにより多くの作品の視聴が容易になった。

## 主な出演映画
| 公開年 | 邦題 原題                                                          | 役名                                    | 備考           |
| ------ | ------------------------------------------------------------------ | --------------------------------------- | -------------- |
| 1932   | 南海の劫火 Bird of Paradise                                        | ソーントン                              |                |
| 1934   | 魔海の王者 Sixteen Fathoms Deep                                    | ジョー                                  |                |
| 1934   | ある女の一生 The Life of Vergie Winters                            | ヒューゴ・マックイーン                  |                |
| 1936   | 海底下の科学戦 Undersea Kingdom                                    | Capt. Hakur                             |                |
| 1936   | ローズボール Rose Bowl                                             | フットボール選手                        | クレジットなし |
| 1937   | 国際探偵X9号 Secret Agent X-9                                      | マローニ                                |                |
| 1937   | 奴隷船 Slave Ship                                                  | 労働者                                  | クレジットなし |
| 1937   | 氷上乱舞 Thin Ice                                                  | アメリカのレポーター                    | クレジットなし |
| 1938   | 天晴れ着陸 Happy Landing                                           | 新聞記者                                | クレジットなし |
| 1938   | 世紀の楽団 Alexander's Ragtime Band                                | 写真家                                  | クレジットなし |
| 1938   | ジョゼット Josette                                                 | Boatman                                 |                |
| 1938   | サブマリン爆撃隊 Submarine Patrol                                  | 哨兵                                    | クレジットなし |
| 1939   | 地獄への道 Jesse James                                             | ギャングのメンバー                      |                |
| 1939   | 大平原 Union Pacific                                               | ダラハイド                              |                |
| 1939   | フロンティア・マーシャル Frontier Marshal                          | プリングル                              |                |
| 1939   | 廿日鼠と人間 Of Mice and Men                                       | レニー・スモール                        |                |
| 1940   | 紀元前百万年 One Million B.C.                                      | アクホバ                                |                |
| 1940   | 北西騎馬警官隊 North West Mounted Police                           | ショーティ                              |                |
| 1941   | 電気人間 Man Made Monster                                          | ダン・マコーミック                      |                |
| 1941   | 最後の無法者 Billy the Kid                                         | スパイク・ハドソン                      |                |
| 1941   | 狼男 The Wolf Man                                                  | 狼男                                    |                |
| 1942   | フランケンシュタインの幽霊 The Ghost of Frankenstein               | フランケンシュタインの怪物              |                |
| 1942   | ミイラの墓場 The Mummy's Tomb                                      | ミイラ男カーリス                        |                |
| 1943   | フランケンシュタインと狼男 Frankenstein Meets the Wolf Man         | 狼男                                    |                |
| 1943   | 夜の悪魔 Son of Dracula                                            | ドラキュラ伯爵                          |                |
| 1944   | 執念のミイラ The Mummy's Ghost                                     | ミイラ男                                |                |
| 1944   | 死人の眼 Dead Man's Eyes                                           | デヴィッド・スチュアート                |                |
| 1944   | フランケンシュタインの館 House of Frankenstein                     | ラリー・タルボット                      |                |
| 1944   | ミイラの呪い The Mummy's Curse                                     | ミイラ男                                |                |
| 1945   | フローズン・ゴースト The Frozen Ghost                              | アレックス・グレゴール／グレゴリウス1世 |                |
| 1945   | 拳銃兄弟 The Daltons Ride Again                                    | グラット・ダルトン                      |                |
| 1945   | ドラキュラとせむし女 House of Dracula                              | ローレンス・タルボット／狼男            |                |
| 1947   | 私の愛したブルネット My Favorite Brunette                          | ウィリー                                |                |
| 1948   | 死闘の銀山 Albuquerque                                             | スティーヴ                              |                |
| 1948   | 凸凹フランケンシュタインの巻 Abbott and Costello Meet Frankenstein | ローレンス・タルボット                  |                |
| 1950   | 南支那海 Captain China                                             | レッド・リンチ                          |                |
| 1951   | 勇者のみ Only the Valiant                                          | Trooper Kebussyan                       |                |
| 1951   | 地獄への待伏せ The Bushwhackers                                    | テイラー                                |                |
| 1951   | 激闘の大砂漠 Flame of Araby                                        | Borka Barbarossa                        |                |
| 1952   | 真昼の決闘 High Noon                                               | マーティン・ハウ                        |                |
| 1952   | スプリングフィールド銃 Springfield Rifle                           | ピーター・エルム                        |                |
| 1952   | 真紅の騎兵隊 Battles of Chief Pontiac                              | パンティアク                            |                |
| 1953   | 七つの海の狼 Raiders of the Seven Seas                             | ペグ・レグ                              |                |
| 1953   | 廿日鼠と人間 Of Mice and Men                                       | レニー・スモール                        |                |
| 1954   | アマゾンの秘宝 Jivaro                                              | ペフォロ・マルティネス                  |                |
| 1954   | 西部の掟 The Boy from Oklahoma                                     | クレイジー・チャーリー                  |                |
| 1954   | 豪傑カサノヴァ Casanova's Big Night                                | エモ                                    |                |
| 1954   | 怒りの刃 Passion                                                   | カストロ                                |                |
| 1955   | 真昼の脱獄 Big House, U.S.A.                                       | アラモ・スミス                          |                |
| 1955   | 見知らぬ人でなく Not as a Stranger                                 | ジョブ・マーシュ                        |                |
| 1955   | 俺が犯人(ホシ)だ! I Died a Thousand Times                          | ビッグ・マック                          |                |
| 1955   | 赤い砦 The Indian Fighter                                          | コヴィントン                            |                |
| 1956   | 悪魔の生体実験 The Black Sleep                                     | モンロー博士                            |                |
| 1956   | 底抜け西部へ行く Pardners                                          | ホイッティー                            |                |
| 1956   | 戦う太鼓 Daniel Boone, Trail Blazer                                | ブラックフィッシュ                      |                |
| 1958   | 手錠のまゝの脱獄 The Defiant Ones                                  | ビッグ・サム                            |                |
| 1959   | 恐怖のワニ人間 The Alligator People                                | マノン                                  |                |
| 1961   | 死神の使者 The Devil's Messenger                                   | サタン                                  |                |
| 1963   | 怪談呪いの霊魂 The Haunted Palace                                  | サイモン                                |                |
| 1964   | 早射ちロジャース Law of the Lawless                                | タイニー                                |                |
| 1964   | 荒野の駅馬車 Stage to Thunder Rock                                 | ヘンリー・パーカー                      |                |
| 1965   | 西部の愚連隊 Young Fury                                            | バーテンダー                            |                |
| 1965   | 黒い拍車 Black Spurs                                               | ガス・カイル                            |                |
| 1965   | 勇者の街 Town Tamer                                                | チャーリー                              |                |
| 1965   | 駅馬車の七人 Apache Uprising                                       | チャーリー・ラッセル                    |                |
| 1966   | 必殺のジョニー Johnny Reno                                         | ホッジス保安官                          |                |
| 1967   | 悪霊の巣窟・狂死曲13番 Gallery of Horror                           | メンデル博士                            |                |
| 1968   | スパイダー・ベイビー Spider Baby or, The Maddest Story Ever Told   | ブルーノ                                |                |
| 1968   | グローリーホールの決闘 Buckskin                                    | タングリー                              |                |
| 1971   | 男子禁制・女体秘密クラブ The Female Bunch                          | モンティ                                |                |
| 1971   | ドラキュラ対フランケンシュタイン Dracula vs. Frankenstein          | グロートン                              |                |

## 参照
1. ↑  “Lon Chaney Jr., Actor, Is Dead at 67; Portrayed Monsters”. New York Times. (1973年7月14日).  オリジナルの2011年1月22日時点におけるアーカイブ。 2014年2月25日閲覧. "Lon Chaney Jr., the film actor, died yesterday at the age of 67. A long series of illnesses had put Mr. Chaney in and out of hospitals for the last year. He was released from a San Clemente ..." {{cite news}}: 不明な引数|coauthors=が空白で指定されています。 (説明)⚠